# Мусатов Ігор Максимович
Ігор Максимович Мусатов (рос. Игорь Максимович Мусатов; 23 вересня 1987, м. Москва, СРСР) — російський хокеїст, лівий нападник. Виступає за «Авангард» (Омськ) у Континентальній хокейній лізі.
Вихованець хокейної школи «Спартак» (Москва). Виступав за «Спартак» (Москва), «Ак Барс» (Казань), «Нафтовик» (Леніногорськ), «Нафтохімік» (Нижньокамськ), «Атлант» (Митищі), «Салават Юлаєв» (Уфа), «Локомотив» (Ярославль).
У чемпіонатах КХЛ — 279 матчів (34+31), у плей-оф — 68 матчів (8+9).
У складі національної збірної Росії учасник EHT 2012. У складі молодіжної збірної Росії учасник чемпіонату світу 2007.
Досягнення
- Срібний призер чемпіонату Росії (2007, 2011)
- Срібний призер молодіжного чемпіонату світу (2007).